# Partido Nacionalista Francés y Europeo
El Partido Nacionalista Francés y Europeo (en francés: Parti nationaliste français et européen, abreviado: PNFE) fue un pequeño grupo político francés de extrema derecha fundado en 1987. Fue dirigido por Claude Cornilleau y, a pesar de su nombre, no era un partido político en el sentido convencional. El grupo utilizó la cruz celta como emblema y produjo una revista titulada Tribune nationaliste. 
El PNFE estaba compuesto por una mezcla de exmiembros de la ilegalizada FANE, y de intransigente neonazis que habían sido expulsados del Frente Nacional cuando Jean-Marie Le Pen tomó una imagen respetable después de ganar algunos escaños parlamentarios en las elecciones de 1986. Tuvo muchos seguidores Skinheads y fue acusado de varios ataques contra inmigrantes, incluyendo el bombardeo de un albergue de trabajadores inmigrantes en Niza por el cual 18 miembros fueron condenados en 1989. Entre los detenidos inicialmente se encontraba Serge Lecanu, quien había dirigido la Fédération professionnelle indépendante de la police (FPIP), un sindicato policial de extrema derecha.
El PNFE tenía fuertes contactos con el Partido Nacional Británico y Cornilleau era a menudo un orador en sus reuniones anuales, siendo un amigo cercano de John Tyndall. Asistieron regularmente a manifestaciones internacionales, especialmente en Bélgica, donde cimentaron sus vínculos con el BNP y con la Vlaamse Militanten Orde. El grupo también estableció vínculos con Vlaams Blok y Christian Worch en Alemania. En Bélgica también cooperaron con Renouveau nationaliste, un grupo menor establecido por exmiembros del Partido de las Nuevas Fuerzas.
El 10 de mayo de 1990, un cementerio judío en Carpentras fue profanado, lo que provocó alboroto público y una manifestación de protesta en París, a la que asistieron 200.000 personas, incluido el presidente francés François Mitterrand. Después de varios años de investigación, cinco personas, entre ellas tres exmiembros de la PFNE, confesaron ser los autores de este acto (el 2 de agosto de 1996). El PNFE se desintegró rápidamente unos días después de su arresto. 
El grupo se disolvió en 2000, poco después de que Eric Sausset se convirtiera en líder. Maxime Brunerie, que intentó asesinar a Jacques Chirac en 2002, se había asociado con el grupo a mediados de la década de 1990.